# Rick Doblin
Richard Elliot Doblin (Chicago, 30 de novembro de 1953) é um psicólogo e ativista antidrogas estadunidense, fundador e ex-diretor executivo da Multidisciplinary Association for Psychedelic Studies (MAPS).

## Vida e carreira
Nascido em 1953, Doblin cresceu em uma família judia conservadora no subúrbio de Chicago. Ele é o primeiro de quatro filhos do pediatra Morton Doblin e da professora Arline Doblin. Ele tem três irmãos mais novos, Bruce, Sharon e Stuart Doblin. Ele se casou com Lynne Doblin em 1993. Juntos, eles têm três filhos, Eden, Lilah e Eliora, e moram em Boston, Massachusetts. A vida de Rick Doblin é descrita no livro do ex-editor da Washington Post Magazine, Tom Shroder, Acid Test: LSD, Ecstasy, and the Power to Heal.
De 1975 a 1982, Doblin possuiu e administrou uma empresa chamada Braxas Construction, localizada na área de Sarasota, Flórida, especializada em realocação de casas. Em 2001, ele recebeu seu doutorado em Políticas Públicas pela Kennedy School of Government de Harvard, onde escreveu sua dissertação sobre a regulamentação do uso médico de psicodélicos e maconha, e sua tese de mestrado sobre uma pesquisa com oncologistas sobre maconha fumada em comparação com a pílula oral de THC no controle de náuseas em pacientes com câncer.
Doblin obteve um diploma de psicologia no New College of Florida em 1987. Sua tese de graduação foi uma continuação de 25 anos do clássico Experimento da Sexta-Feira Santa, que avaliou o potencial das drogas psicodélicas para catalisar experiências religiosas. Ele também conduziu um estudo de acompanhamento de 34 anos para o Experimento da Prisão Concord de Timothy Leary. Rick estudou com o Dr. Stanislav Grof e foi um dos primeiros a ser certificado como praticante de Respiração Holotrópica.
Ele foi cofundador do Earth Metabolic Design Laboratories em 1984 para apoiar a pesquisa psicodélica e a Multidisciplinary Association for Psychedelic Studies (MAPS) em 1986 com o objetivo de tornar o MDMA um medicamento aprovado pela FDA.
Em 9 de julho de 2019, a TED lançou uma palestra com Rick Doblin intitulada "O futuro da terapia assistida por psicodélicos". Em 7 de julho de 2022, o vídeo teve mais de 4 milhões de visualizações. Após 37 anos, Doblin deixou o cargo de Diretor Executivo da MAPS em fevereiro de 2023, sendo substituído por Kris Lotlikar.

## Controvérsia
Como diretor da MAPS, Doblin fez comentários sobre as sérias alegações de agressão sexual divulgadas por terapeutas empregados pela MAPS envolvidos em um ensaio clínico testando o MDMA psicodélico como terapia para sobreviventes de agressão sexual. Quatro anos depois de Meaghan Buisson ter apresentado uma queixa formal à MAPS relativamente à série de incidentes, Doblin defendeu a organização por não ter revisto todos os vídeos das sessões, afirmando que "Esta má conduta sexual antiética aconteceu após o término da terapia... Então isso nos fez pensar não precisávamos revisar o vídeo."